# Helena (Ohio)

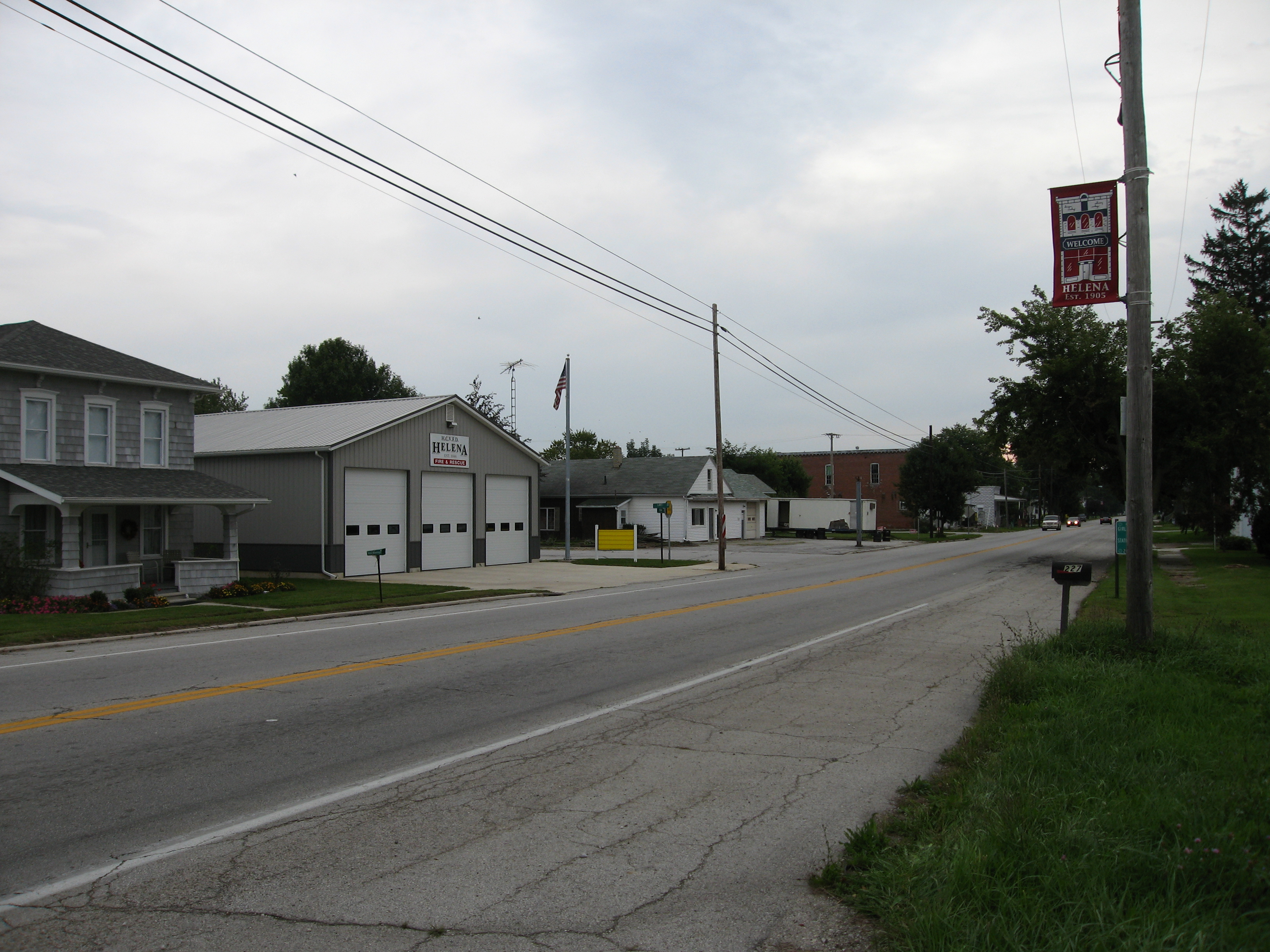
Helena – główna ulica

Helena – wieś w USA, w hrabstwie Sandusky, w stanie Ohio.

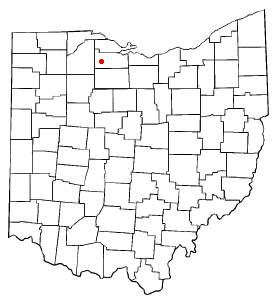
Helena na planie stanu Ohio

W roku 2010, 20,5% mieszkańców było w wieku poniżej 18 lat, 9,1% było w wieku od 18 do 24 lat, 23,7% było od 25 do 44 lat, 33,1% było od 45 do 64 lat, a 13,8% było w wieku 65 lat lub starszych. We wsi było 54,9% mężczyzn i 45,1% kobiet.
Liczba mieszkańców w 2010 roku wynosiła 224.